# Voxeurop
Voxeurop è un sito di informazione multilingue rivolto a un pubblico europeo. Lanciato nel 2014, è il successore di Presseurop.

## Storia
Voxeurop è stato cofondato nel 2014. Il patrimonio di Presseurop, composto da circa 1700 articoli, è stato recuperato nel nuovo progetto editoriale.
Il team, inizialmente composto principalmente da volontari, è ora costituito da una rete di cinquanta traduttori professionisti, ma anche da freelance e collaboratori occasionali.
Nel 2016, il sito ha avuto 1,25 milioni di visitatori unici, raggiungendo quasi l'obiettivo fissato all'epoca da Presseurop.

## Linea editoriale

### Pubblicazioni
Le sei rubriche principali che hanno definito la linea editoriale di Presseurop sono state trasmesse a Voxeurop: politica, società, economia, scienza e ambiente, cultura e idee, Eu e mondo.
Il sito multilingue destinato a un pubblico paneuropeo si presenta in dieci lingue: inglese, francese, tedesco, italiano, spagnolo, ceco, olandese, polacco, portoghese e rumeno. Tuttavia, le lingue principali sono l’inglese, il francese, il tedesco, l’italiano e lo spagnolo.
Ogni giorno vengono tradotti e pubblicati articoli selezionati da 200 testate giornalistiche internazionali ed europee. Voxeurop pubblica contenuti originali e vignette, in particolare in collaborazione con il Cartoon Movement.
Oltre alle collaborazioni con 200 testate internazionali ed europee sulla traduzione degli articoli, il giornale ha concluso diversi accordi con dei media francesi e stranieri per pubblicare gli articoli sui loro siti web, tra cui Alternatives économiques, Internazionale, Zeit Online, Investigative Europe, Cosmocène e BVC News.

### Indipendenza del giornale
Voxeurop è editorialmente e finanziariamente indipendente. L'adesione alla Carta di Monaco di Baviera riguardante i diritti e i doveri dei giornalisti e alla Global Charter of ethics for journalists, la cui osservanza è controllata dal comitato scientifico, è destinata a garantire la stretta indipendenza editoriale del giornale. In quanto società cooperativa di interesse collettivo (Scic), è indipendente dai suoi azionisti che sono per lo più lettori, giornalisti e traduttori di 23 nazionalità diverse.

## Organizzazione

### Status giuridico
Voxeurop è stato inizialmente istituito come associazione. Manterrà questo status per tre anni, per poi diventare nel 2017 una società cooperativa europea di stampa (SCE). Nel 2019 diventa una società cooperativa di lavoro e poi una società cooperativa di interesse collettivo.

## Modello economico
Il modello economico è fondato sul sostegno finanziario dei lettori, simile al modello del The Guardian ma con pubblicità ai lettori non membri del giornale. L'accesso alla homepage è gratuito, così come la lettura di alcuni articoli, ma la maggior parte del giornale è accessibile solo con un abbonamento a pagamento. L'iscrizione a pagamento è un modo per garantire al lettore qualità editoriale e indipendenza, in cambio dell'accesso a contenuti esclusivi e senza pubblicità.
Con i "Voxeurop Services", il giornale estende le sue attività  offrendo servizi editoriali su misura e traduzioni multilingue in tutte le lingue europee.
Voxeurop riceve una sovvenzione dalla Commissione europea per il coordinamento del progetto European Data Journalism Network (EDJNet), così come Osservatorio Balcani e Caucaso Transeuropa e Alternatives économiques. È anche sostenuto da varie fondazioni europee, tra cui la Fondazione Europea per la Cultura e IJ4EU (Investigative Journalism for Europe).

## Premi e riconoscimenti
- European Democratic Citizenship Awards (2015)[32]
- Premio Altiero Spinelli per le attività di diffusione della conoscenza dell'Europa (2017)[33]
- Secondo premio del media dell'anno ai Good Lobby Awards (2019)[34]